# Róbson Luís
Róbson Luís Nascimento Oliveira (n. Estância, Sergipe, Brasil, 3 de septiembre de 1976) es un futbolista brasileño. Es mediocampista y su actual equipo es Santa Helena. 

## Carrera
| Club             | País   | Año         |
| ---------------- | ------ | ----------- |
| EC Bahia         | Brasil | 1994 - 1998 |
| Santos FC        | Brasil | 1998        |
| Monarcas Morelia | México | 1999        |
| Santos Laguna    | México | 2000 - 2001 |
| EC Vitória       | Brasil | 2002 - 2003 |
| CR Vasco da Gama | Brasil | 2004 - 2005 |
| Goiás EC         | Brasil | 2006        |
| Santa Cruz FC    | Brasil | 2007        |
| SE Gama          | Brasil | 2007        |
| Democrata FC     | Brasil | 2008        |
| Ceará SC         | Brasil | 2008 - 2009 |
| Volta Redonda FC | Brasil | 2009        |
| Itabuna EC       | Brasil | 2010 - 2011 |
| Estanciano EC    | Brasil | 2011        |
| Santa Helena     | Brasil | 2012-       |